# Han Zheng
Han Zheng (idioma chino: 韩正); (Ningbo, Zhejiang, China; 22 de abril de 1954) es un economista y político chino, actual vicepresidente de la República Popular China desde 2023.
Es el miembro más antiguo del Grupo de Shanghái, que no es miembro del Buró Político del Partido Comunista de China, y también miembro de la emergente quinta generación.

## Biografía
Han nació en Cixi, Provincia de Zhejiang, el 22 de abril de 1954. Se unió al Partido Comunista de China (PCCh) en 1979. Tiene una Maestría por la Universidad Normal del Este de China y es un importante economista. Se unió al Comité Central del PCCh en 2002. En el 2003 fue nombrado alcalde de Shanghái a la edad de 48 años, el alcalde más joven de la ciudad se ha visto en cincuenta años. Defensor del boom inmobiliario de Shanghái, Han tuvo una imagen muy positiva entre la población de Shanghái por su apertura y transparencia. 
El 25 de septiembre de 2006, Han se convirtió en Secretario del Comité Municipal de Shanghái tras la destitución de Chen Liangyu por casos de corrupción. Su mandato como el número uno de Shanghái solo duró cinco meses, cuando el 24 de marzo de 2007, fue reemplazado por Xi Jinping, hasta entonces presidente del Partido de la vecina provincia de Zhejiang. Fue considerado en el 2008 para el Premio Alcalde del Mundo.
Han Zheng fue elegido Vicepresidente de la República Popular China el 10 de marzo de 2023.